# Arpana Caur

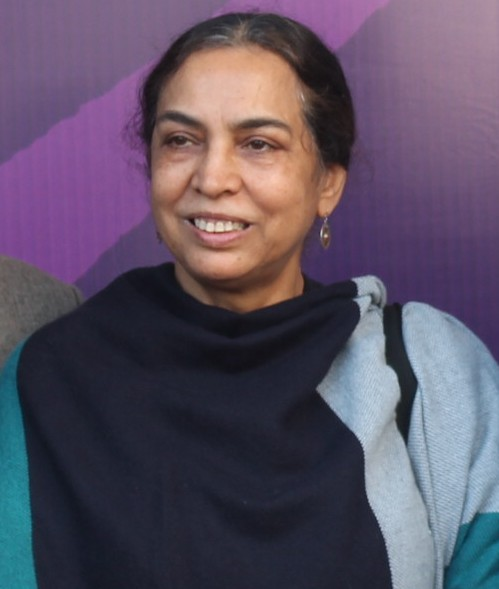
Arpana Caur, 2015

Arpana Caur (* 4. September 1954 in New Delhi) ist eine indische Malerin und Grafikerin.

## Leben
Arpana Caur entstammt einer Sikh-Familie, die 1947 während der Wirren um die Teilung Britisch-Indiens aus dem pakistanischen West-Punjab in die Republik Indien geflohen war.  Ihre Mutter ist die Schriftstellerin Ajit Kaur (* 1934), die auf Panjabi schreibt. Kaur bzw. Caur (Aussprache kor) ist ein religiöser Nachname, der von allen weiblichen Sikhs getragen wird. Ihren Vornamen Arpana trägt sie nicht seit ihrer Geburt, sondern sie hat ihn im Alter von 15 Jahren selbst angenommen, und zwar als Ausdruck eines persönlichen Entwicklungsprozesses, in dem es ihr um unabhängiges Denken ging.
Arpana Caur absolvierte ein Literaturstudium an der University of Delhi mit dem Abschluss Master of Arts. In die Malerei arbeitete sie sich weitgehend autodidaktisch ein. Ihre Ausbildung in der Radiertechnik erhielt sie 1982 in den Garhi Studios in New Delhi,  deren Einrichtungen sie auch weiterhin für ihre graphischen Arbeiten nutzt. Ihr bildnerisches Werk fand schon in ihrer Jugendzeit Beachtung. Seit etwa 1990 zählt sie zu den wichtigsten Künstlerinnen Indiens. Bilder von ihr befinden sich weltweit in Sammlungen wichtiger Museen, darunter das Victoria and Albert Museum in London, das Museum of Contemporary Art, Los Angeles und das Singapore Art Museum in Singapur.
In der Reihe Face to Face des britischen Senders BBC wurde im April 2002 ein Fernsehinterview mit ihr gesendet.
Die 2014 erschienene 25. Ausgabe (Jubiläumsausgabe) der indischen Buchreihe Limca Book of Records stand unter dem Motto Empowering Women und stellte u. a. auch Arpana Caur vor.
Ende 2016 würdigte die Zweigstelle Bangalore der National Gallery of Modern Art Arpana Caur mit einer Retrospektive unter dem Titel “Four Decades: A Painter’s Journey”.
Arpana Caur unterstützt mehrere soziale Projekte in Indien, darunter ein Heim für Leprakranke sowie Projekte für arme und alte Witwen. Außerdem setzt sie sich für das friedliche Zusammenleben von Hindus und Moslems in Indien ein; so gehört sie zu den Unterzeichnern eines Protestbriefes an den indischen Staatspräsidenten, in dem die Zerstörung der Babri-Moschee durch Hindu-Nationalisten verurteilt wird.

## Werk
Arpana Caur arbeitet figurativ, wobei oft einige wenige große Figuren dominieren. Inzwischen hat sie einen eigenen Stil entwickelt, den sie zwar modifiziert, aber nicht grundlegend abändert. Typisch sind zum Beispiel große Augen. Bei manchen ihrer Figuren knüpft sie bewusst an die traditionelle indische Plastik an, so an Skulpturen des Gupta-Reichs oder an Bronzeskulpturen aus der Zeit des Chola-Imperiums. In manchen Werken übernimmt sie Besonderheiten der Perspektive aus der indischen Miniaturmalerei. Inspirationen bezieht sie auch aus der Literatur des Punjab und der religiösen Bhakti-Dichtung.
Ihre künstlerischen Ausdrucksformen sind vielfältig. An erster Stelle sind ihre meist großformatigen Öl- bzw. Acrylgemälde zu nennen. Sie erstellte etwa zehn Wandmalereien an Außenfassaden, zum Beispiel am Verwaltungsgebäude der Südasiatischen Wirtschaftsgemeinschaft (SAARC) in Kathmandu, Nepal. (Weitere Beispiele für Wandbilder im Abschnitt „Gemeinschaftsarbeiten“.) Als Graphikerin bevorzugt sie die Radierung. Gelegentlich schafft sie Installationen wie zu Ehren des berühmten indischen Künstlers M. F. Husain. Sie illustrierte ein Bilderbuch für Kinder über Guru Nanak, den Gründer des Sikhismus.

### Bildthemen
Arpana Caurs frühe Bilder ab Mitte der 1970er Jahre haben meist einen autobiographischen Bezug. Es wird häufig das urbane Chaos des Stadtteils Patel Nagar im Westen Delhis thematisiert, wo sie damals lebte. Ausgangspunkt für diese und viele weitere Bilder bis Mitte der 1990er Jahre sind Alltagsthemen, wobei bei der bildnerischen Umsetzung eine Steigerung ins Allgemeingültige erfolgt. Dazu gehören auch Frauenmotive, die Caur in einer emanzipatorischen und feministischen Absicht aufgreift (Frauen als Opfer, Solidarität unter Frauen etc.). Das Bild Green Circle (1989) zeigt ein Mädchen umgeben von kleinformatigen Szenen lebhaften Straßenverkehrs; es malt gerade einen grünen Kreis um sich herum, um sich auf magische Weise vor der Bedrohung zu schützen. Die Szene nimmt Bezug auf eine Episode im indischen Nationalepos Ramayana, in der Lakshmana um die bedrohte Sita herum einen schützenden Kreis zieht.
Ein weiterer Themenkreis betrifft die Auseinandersetzung mit Krieg und politisch motivierter Gewalt. So gaben die gewaltsamen Ausschreitungen gegen Sikhs im Jahre 1984 den Anstoß zu einer Serie mit dem Titel World Goes On; dabei sind der menschlichen Gewalt Naturmotive gegenübergestellt, wo die Zeit unverändert ihren Gang nimmt.  Im Zentrum des Bildes Landscape with Knives (1989) züngeln gelbe Flammen als Symbol einer gewaltbereiten Grundstimmung; in der linken Bildhälfte wird diese Stimmung zusätzlich durch eine Vielzahl von Messern unterstrichen, während auf der rechten Bildhälfte ein Musiker durch die Macht seiner Musik eine Abkühlung bewirken kann. Caur war eine von zehn Künstlern weltweit, die eingeladen wurden, im Jahre 1995 für das Gedenken an den fünfzigsten Jahrestag des Atombombenabwurfs auf Hiroshima einen künstlerischen Beitrag zu liefern. Dazu schuf sie ein Triptychon mit dem Titel Where are all the flowers gone?, das sich im Hiroshima Museum of Modern Art befindet. Der linke Teil symbolisiert die Schönheit des Landes vor der Zerstörung, der braune Mittelteil zeigt tote Soldaten und der gelb-schwarz gehaltene rechte Teil zeigt eine Witwe unter einer dunklen Wolke mit radioaktivem Regen.
Einige ihrer Bilder mit religiösen Motiven wurden in Büchern publiziert. Im Buch Naam roop ist jeweils einem Gedicht von Shailendra Gulhati ein thematisch passendes Gemälde von Arpana Caur gegenübergestellt, zum Beispiel mit dem Titel Kabir oder Nanak.
Besonders wichtig ist ihr das Thema Zeit. In diesem Kontext taucht häufig das Motiv der Schere auf, teils in der Hand einer Frau, die einen Faden abschneidet, teils separat als Werkzeug ohne benutzende Person. Dabei hat die Frau mit Schere eine ähnliche symbolische Bedeutung wie die todbringende Moira Atropos der griechischen Mythologie. Die Schere fungiert als Metapher für die Zeit (bzw. für das Ende der Lebenszeit).

### Gemeinschaftsarbeiten
In den 1990er Jahren entstanden eine Reihe von Gemeinschaftsarbeiten mit indischen Volkskünstlern aus der indigenen Volksgruppe der Warli sowie der Godna, welche in der Region Madhubani des indischen Bundesstaates Bihar leben. Dabei übermalte sie z. B. die floralen Motive des Godna-Künstlers Sat Narain Pande mit Darstellungen von Arbeitern und Verkehrsampeln, um auf diese Weise die Gegensätze von Tradition und Moderne sowie von ländlichem und städtischem Leben zum Ausdruck zu bringen.
Zusammen mit dem deutschen Maler Sönke Nissen-Knaack schuf sie im Jahr 2000 zwei große Wandmalereien an Außenfassaden. Das Gemälde auf einer Hausfassade in Hamburg-Altona hat die Gegenüberstellung des zyklischen Zeitverständnisses östlicher Kulturen mit dem westlichen linearen Zeitverständnis zum Thema. Das Wandbild in New Delhi war das erste indische Wandbild im öffentlichen Raum.  Diese beiden Werke entstanden im Rahmen von „Mural Global“, einem weltweiten Wandmalereiprojekt zur Agenda 21 unter der Schirmherrschaft der UNESCO.